# Florenville
Florenville (wa. Floravile) – miasto w południowo-wschodniej Belgii, w Regionie Walońskim, w prowincji Luksemburg, w okręgu Virton. 1 stycznia 2024 roku liczyło 5787 mieszkańców.  

## Podział administracyjny
W skład miasta wchodzi sześć dzielnic (section):
- Chassepierre
- Fontenoille
- Lacuisine
- Muno
- Sainte-Cécile
- Villers-devant-Orval